# Estadio Santiago Bernabéu
Estadio Santiago Bernabéu je fotbalový stadion v Madridu. Otevřen byl 14. prosince 1947, slouží jako domácí stadion týmu Real Madrid. Za svého předsednictví ho nechal postavit bývalý hráč Realu Madrid Santiago Bernabéu. Výstavbou nového stadionu chtěl zvýšit počet diváků a tím i zisky ze vstupného, ale především chtěl vytvořit z Realu Madrid světový velkoklub. Zadlužil proto klub u Banco Mercantil, na nákup pozemku a stavbu stadionu. Tyto dluhy byly úplně doplaceny až na začátku tohoto tisíciletí po příchodu prezidenta Florentina Peréze, který prodal zastaralý tréninkový areál Realu. Se svou kapacitou přesahující 81 tisíc diváků se jedná o šestý největší stadion v Evropě.

## Historie
Původně se stadion jmenoval podle předchozího stadionu Realu Estadio Chamartín. Jméno podle Bernabeua dostal v roce 1955.
První utkání, které se na stadionu odehrálo bylo mezi Realem Madrid a portugalským CF Os Belenenses.
Stadion se zatím čtyřikrát významně měnil. V roce 1954 byly dostavěny druhé a třetí balkóny na východní tribuně. V roce 1982, před mistrovstvím světa, byla změněna fasáda stadionu a další tribuny se dočkaly zastřešení. V roce 1992 se stadion znova rozšiřoval, přibyla nejvyšší sekce. O sedm let později pak stavaři začali se zastřešováním západní tribuny, což jim trvalo až do roku 2003.

## Významné zápasy na Santiago Bernabéu
- 1957, 1980, 2010 – finále Ligy Mistrů
- 1964 – finále ME
- 1982 – finále MS